# JuraWiki
Das JuraWiki ist ein Wiki, das sich schwerpunktmäßig mit rechtswissenschaftlichen Themen befasst.

## Geschichte
Gegründet wurde das JuraWiki im August 2002 von Ralf Zosel als Anlaufstelle für Praktiker und Studenten im juristischen Bereich. Es wurde erstmals von Maximilian Herberger auf dem 11. EDV-Gerichtstag im September 2002 der Fachöffentlichkeit vorgestellt und ist seitdem eine ständige Einrichtung im Rahmen dieser Veranstaltung.
Das JuraWiki wird seit dem Wintersemester 2002/2003 als Publikations- und Diskussionsplattform in den  Vorlesungen an der Universität des Saarlandes eingesetzt, so z. B. in der Erstsemesterveranstaltung „Einführung in das juristische Denken und Arbeiten“. Seit dem 19. März 2003 gibt es wöchentlich „WikiTreffen“ in den Räumen des Institut für Rechtsinformatik (Saarbrücken), seit dem 23. April 2008 finden diese einmal im Monat am Rechtsinformatikzentrum der Ludwig-Maximilians-Universität München statt.
Kooperationspartner des Wikis sind das JIPS und das ifrOSS.
JuraWiki wird mit der Wikisoftware MoinMoin Wiki betrieben.

## Inhalt
Das inhaltliche Angebot des JuraWikis umfasst neben juristischen Fachinformationen wie beispielsweise lexikalischen und lehrbuchartigen Beiträgen auch Artikel von rechtshistorischem Interesse, Linksammlungen auf weitere juristische Fachinformationen, Dokumentationen aktueller juristisch relevanter Themen, Arbeitshilfen für Studenten – darunter eine umfangreiche Definitionssammlung – sowie eigenständige Einzelprojekte: AudioWerkstatt, die Sammlungen „Volkstümliche Rechtsirrtümer“ (VRI) und „Juristische Standardantworten“ (JSA), die in der Newsgruppe de.soc.recht.misc entstanden sind, sowie diverse studentische Seiten.